# Malcolm Reiss
Malcolm Blum Reiss (San Francisco, 3 de junio de 1905 - Norwalk, 17 de diciembre de 1975), conocido también bajo el seudónimo William "Buck" Ryall, fue un escritor, cuentista, editor y agente literario estadounidense.
Fue editor de diversas publicaciones para Fiction House, entre ellas Aces, Action Stories, All-American Football, Baseball Stories, Basketball Stories, Bull's Eye Detective, Civil War Stories, Detective Book, Fight Stories, Football Action, Lariat Story, North-West Romances y Two Complete Detective Books, entre otras. Además, a partir de la década de 1930, editó varias revistas pulp y comic books como Jumbo Comics, Fight Comics, Jungle Comics, Planet Comics, Rangers Comics, Planet Stories y Wings Comics.